# Blood Bound
Blood Bound – piąty singel szwedzkiego zespołu Hammerfall. Utwór trzeci został zarejestrowany podczas Hard Rock Live in Guadalajara w Meksyku w 2003 roku. Na płycie znajdują się także tapety i wygaszacz ekranu.

## Lista utworów
1. "Blood Bound" - 03:49
2. "Blood Bound" (wersja karaoke) - 03:49
3. "The Metal Age" (live) - 05:29

## Twórcy
- Joacim Cans - śpiew
- Oscar Dronjak - gitara, śpiew
- Stefan Elmgren - gitara
- Magnus Rosén - gitara basowa
- Anders Johansson - perkusja